# Maricopodynerus shannoni
Maricopodynerus shannoni är en stekelart som beskrevs av Richard Mitchell Bohart 1950. Maricopodynerus shannoni ingår i släktet Maricopodynerus och familjen Eumenidae. Inga underarter finns listade i Catalogue of Life.